# Трамонті-ді-Сотто
Трамонті-ді-Сотто (італ. Tramonti di Sotto) — муніципалітет в Італії, у регіоні Фріулі-Венеція-Джулія,  провінція Порденоне.
Трамонті-ді-Сотто розташоване на відстані близько 490 км на північ від Рима, 110 км на північний захід від Трієста, 39 км на північ від Порденоне.

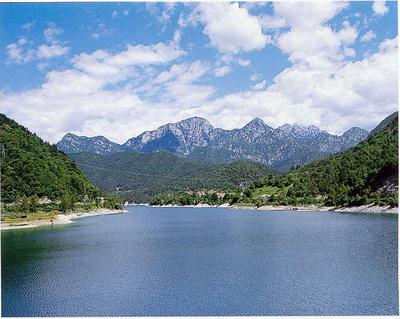

Населення — 408 осіб (2014).

## Демографія
Населення за роками:

Станом на 1 січня 2023 року в муніципалітеті офіційно проживало 19 іноземців з 9 країн, серед них 5 громадян країн Євросоюзу та 1 громадянин України.

## Сусідні муніципалітети
- Кастельново-дель-Фріулі
- Клауцетто
- Фризанко
- Медуно
- Преоне
- Сокк'єве
- Трамонті-ді-Сопра
- Травезіо
- Верценьс
- Віто-д'Азіо